# Дзежковиці-Заставе
Дзежковиці-Заставе (пол. Dzierzkowice-Zastawie) — село в Польщі, у гміні Дзешковиці Красницького повіту Люблінського воєводства.
Населення — 500 осіб (2011).

## Демографія
Демографічна структура станом на 31 березня 2011 року:
|          | Загалом | Допрацездатний вік | Працездатний вік | Постпрацездатний вік |
| -------- | ------- | ------------------ | ---------------- | -------------------- |
| Чоловіки | 247     | 48                 | 168              | 31                   |
| Жінки    | 253     | 38                 | 141              | 74                   |
| Разом    | 500     | 86                 | 309              | 105                  |